# Forever (canción de Sandra)
«Forever» es el primer sencillo publicado por Sandra de su séptimo álbum The Wheel of Time, y fue editado seis meses antes de que se publicase el álbum que lo contenía.
Fue producido por Michael Cretu y Jens Gad. El sencillo lo integraron cuatro versiones del mismo tema. El segundo y cuarto fueron remezclas de Peter Ries para FM Production, mientras que el tercero fue una remezcla de Wolfgang Filz para La Danza Music Production.
No entró en el top 20 de las listas alemanas, al llegar solo al puesto número 47 el 10 de octubre de 2001.

## Sencillo
«Forever»
- CD maxi sencillo

1. Radio Edit - 3:45
2. Straight 4 U Radio Edit - 3:31
3. Beatnik Club Mix - 8:57
4. Straight 4 U Remix - 5:43

## Posiciones
| País (2001) | Puesto alcanzado |
| ----------- | ---------------- |
| Alemania    | 47               |